# جيش الاتحاد

علم الولايات المتحدة بين عامي 1863 - 1865.

جيش الاتحاد (بالإنجليزية: Union Army)‏، هي قوات برية تحارب من أجل الاتحاد خلال الحرب الأهلية الأمريكية بين عامي 1861 - 1865. ويشمل الجيش النظامي الدائم الذي تم تعزيزه بأعداد كبيرة من الوحدات المؤقتة التي تتكون من متطوعين ومجندين. واجه جيش الاتحاد الجيش الكونفدرالي خلال الحرب الأهلية الأمريكية وهزمهم في آخر المطاف. يخدم في جيش الاتحاد ما يقل عن 2.5 مليون رجل، تقريبا جميعهم من المتطوعين. قتل من جنود الاتحاد نحو 360٬000 بأسباب مختلفة. وأصيب نحو 280٬000 و200٬000 منهم قد هاجر.